# Ghost in the Shell: Arise
Ghost in the Shell: Arise, també dit al Japó Mobile Armored Riot Police: Arise (攻殻機動隊 ARISE, Kōkaku Kidōtai Araizu), és un original video animation i una sèrie de televisió que reimagina el món de Ghost in the Shell de Masamune Shirow. La sèrie té nous dissenys de personatges i és dirigida per Kazuchika Kise, amb guió de Tow Ubukata i música de Cornelius.
Ghost in the Shell: Arise – Alternative Architecture, una recompilació de les quatre parts originals de l'OVA en format per a televisió, es va emetre en nou cadenes de televisió del 5 d'abril al 14 de juny de 2015. L'emissió AAA incloïa dos episodis originals (més tard publicats com el cinquè OVA) que ajuden a lligar Ghost in the Shell: Arise amb el llargmetratge seqüela d'animació de 2015 Ghost in the Shell: The New Movie.

## Trama
La sèrie té lloc a l'any 2027, on moltes persones dels països desenvolupats s'han convertit en ciborgs mitjançant cossos protèsics. L'acció té lloc principalment a la ciutat japonesa de ficció Newport City, i la sèrie segueix una jove Motoko Kusanagi abans de la formació de la Secció de Seguretat Pública 9. Al començament d'Arise ella és membre de l'organització federal 501, un grup que utilitza tàctiques avançades d'infiltració i espionatge per a atacar o neutralitzar amenaces enemigues. L'Organització 501 és també el propietari legal del cos protèsic de Kusanagi, que se li presta a canvi dels seus serveis al grup. Aquest deute la disgusta i provoca desavinences entre ella i el seu ocupador.

## Repartiment i personatges
| Personatge      | Veu en japonès    | Veu en anglès          |
| --------------- | ----------------- | ---------------------- |
| Motoko Kusanagi | Maaya Sakamoto    | Elizabeth Maxwell      |
| Daisuke Aramaki | Ikyuu Jyuku       | John Swasey            |
| Batou           | Kenichiro Matsuda | Christopher Sabat      |
| Paz             | Yoji Ueda         | Jason Douglas          |
| Togusa          | Tarusuke Shingaki | Alex Organ             |
| Saito           | Takuro Nakakuni   | Marcus Stimac          |
| Kurutsu         | Mayumi Asano      | Mary Elizabeth McGlynn |
| Mamuro          | Atsushi Miyauchi  | Brian Mathis           |
| Ibachi          | Masahiro Mamiya   | Chris Rager            |
| Tsumugi         | Kenji Nojima      | Eric Vale              |
| Raizo           | Takanori Hoshino  | David Wald             |
| Logicoma        | Miyuki Sawashiro  | Jad Saxton             |